# Einar Åberg
Einar Gustaf Vilhelm Åberg, född 20 april 1890 i Göteborg, Göteborgs och Bohus län, död 6 oktober 1970 i Norrviken, Sollentuna församling, Stockholms län, var en svensk antisemitisk bokhandlare, pamflettskrivare och agitator. 
Einar Åberg blev antisemit 1922 och figurerade i många olika antisemitiska och nationalsocialistiska kretsar. Han hade tidigt internationella kontakter, bland annat med Ku Klux Klan i USA och Savitri Devi, som besökte honom i Sverige. I oktober 1941 köpte Åberg en bokhandel på Beridarebansgatan 25, nuvarande Sergelgatan, där han skyltade att "Judar och halvjudar äga icke tillträde". Detta orsakade upprörda reaktioner och Åberg blev dömd till 100 dagsböter à 5 kronor för brott mot den nya lagen mot hets mot folkgrupp, som börjat gälla den 1 januari 1949. Domen gällde också åtal för brott mot gällande passbestämmelser.   

## Sveriges antijudiska kampförbund
I november 1941 bildade Åberg "Sveriges antijudiska kampförbund", ett antisemitiskt parti som dock mest bestod av Åberg själv. Första punkt i förbundets stadgar var: "förbundets mål är: judendomens i Sverige totala förintelse". Mellan 1941 och 1945 dömdes han vid nio tillfällen till böter för sin antisemitiska agitation. 

## Efter kriget
Åberg fortsatte med sin verksamhet även efter krigsslutet, då han specialiserade sig på att trycka och sprida antisemitiska flygblad och broschyrer. Dessa översattes till många olika språk och spreds till flera länder. När Förintelsen blev allmänt känd sommaren 1945, var Åberg en av de första att förneka att den ägt rum, en åsikt han fortsatte att torgföra långt efter krigsslutet.

## Lex Åberg
Åbergs publicistiska verksamhet väckte starka reaktioner hos mottagarna utomlands. Svenska beskickningar runt om i världen uppvaktades med påpekanden om att Åbergs antisemitiska verksamhet kunde medföra skada för Sverige i utlandet. Detta var en av anledningarna till att lagstiftningen om hets mot folkgrupp infördes i Sverige 1948 (lagen kallades  för "Lex Åberg"). Åberg var den första personen som dömdes enligt denna lag. Sammanlagt dömdes han 10-talet gånger för hets mot folkgrupp. Påföljden blev vanligen böter, men 1954 och 1956 dömdes han till kortare fängelsestraff. År 1961 skall Åberg ha varit på möte med den esoteriska Hitlerdyrkaren Savitri Devi, då hon besökte Sverige. Han åtalades sista gången 1960 och lade slutligen ned sin verksamhet 1964 av ålderskäl och på grund av sjukdom.
År 1990 bildades en fond kallad Einar Åbergs Minnesfond, som idag finns registrerad i Linköping. Einar Åberg är tillsammans med sin fru begravd på Sollentuna kyrkogård.